# CONCACAF Gold Cup 2017
La CONCACAF Gold Cup 2017 è stata la 24ª edizione (la 14ª con la formula attuale) di questo torneo di calcio continentale per squadre nazionali maggiori maschili organizzato dalla CONCACAF. Il torneo si è svolto negli Stati Uniti d'America, dal 7 al 26 luglio 2017, ed è stato vinto per la sesta volta dagli Stati Uniti, che hanno battuto in finale la Giamaica per 2-1.

## Formula
Il torneo si è sviluppato in due fasi: prima una fase a gruppi e successivamente una fase a eliminazione diretta.
Mediante sorteggio sono stati formati i tre gironi all'italiana (chiamati "gruppi"), composti ciascuno da quattro squadre. Ogni squadra ha affrontato le altre in partite di sola andata per un totale di tre giornate. Hanno avuto accesso alla fase a eliminazione diretta le squadre classificatesi ai primi due posti di ciascun raggruppamento più le due migliori terze classificate.
La fase a eliminazione diretta è consistita in un tabellone di tre turni (quarti di finale, semifinali e finale) ad accoppiamenti prestabiliti. In caso di parità al termine dei 90 minuti regolamentari, erano previsti prima i tempi supplementari e poi i tiri di rigore.

## Stadi
| Arlington            | Pasadena | Denver | San Diego | Filadelfia              |
| -------------------- | --- | --- | --- | ----------------------- |
| AT&T Stadium         | Rose Bowl | Sports Authority Field | Qualcomm Stadium | Lincoln Financial Field |
| Capienza: 100,000    | Capienza: 90,000 | Capienza: 76,125 | Capienza: 70,561 | Capienza: 69,596        |
| Eliminazione diretta | Eliminazione diretta | Gironi | Gironi | Eliminazione diretta    |
|                      | | | |                         |
| Nashville            | Arlington Pasadena Denver San Diego Filadelfia Nashville Santa Clara Cleveland Tampa San Antonio Glendale Harrison Houston FriscoCONCACAF Gold Cup 2017 (Stati Uniti d'America) | Arlington Pasadena Denver San Diego Filadelfia Nashville Santa Clara Cleveland Tampa San Antonio Glendale Harrison Houston FriscoCONCACAF Gold Cup 2017 (Stati Uniti d'America) | Arlington Pasadena Denver San Diego Filadelfia Nashville Santa Clara Cleveland Tampa San Antonio Glendale Harrison Houston FriscoCONCACAF Gold Cup 2017 (Stati Uniti d'America) | Santa Clara             |
| Nissan Stadium       | Arlington Pasadena Denver San Diego Filadelfia Nashville Santa Clara Cleveland Tampa San Antonio Glendale Harrison Houston FriscoCONCACAF Gold Cup 2017 (Stati Uniti d'America) | Arlington Pasadena Denver San Diego Filadelfia Nashville Santa Clara Cleveland Tampa San Antonio Glendale Harrison Houston FriscoCONCACAF Gold Cup 2017 (Stati Uniti d'America) | Arlington Pasadena Denver San Diego Filadelfia Nashville Santa Clara Cleveland Tampa San Antonio Glendale Harrison Houston FriscoCONCACAF Gold Cup 2017 (Stati Uniti d'America) | Levi's Stadium          |
| Capienza: 69,000     | Arlington Pasadena Denver San Diego Filadelfia Nashville Santa Clara Cleveland Tampa San Antonio Glendale Harrison Houston FriscoCONCACAF Gold Cup 2017 (Stati Uniti d'America) | Arlington Pasadena Denver San Diego Filadelfia Nashville Santa Clara Cleveland Tampa San Antonio Glendale Harrison Houston FriscoCONCACAF Gold Cup 2017 (Stati Uniti d'America) | Arlington Pasadena Denver San Diego Filadelfia Nashville Santa Clara Cleveland Tampa San Antonio Glendale Harrison Houston FriscoCONCACAF Gold Cup 2017 (Stati Uniti d'America) | Capienza: 68,500        |
| Gironi               | Arlington Pasadena Denver San Diego Filadelfia Nashville Santa Clara Cleveland Tampa San Antonio Glendale Harrison Houston FriscoCONCACAF Gold Cup 2017 (Stati Uniti d'America) | Arlington Pasadena Denver San Diego Filadelfia Nashville Santa Clara Cleveland Tampa San Antonio Glendale Harrison Houston FriscoCONCACAF Gold Cup 2017 (Stati Uniti d'America) | Arlington Pasadena Denver San Diego Filadelfia Nashville Santa Clara Cleveland Tampa San Antonio Glendale Harrison Houston FriscoCONCACAF Gold Cup 2017 (Stati Uniti d'America) | Eliminazione diretta    |
|                      | Arlington Pasadena Denver San Diego Filadelfia Nashville Santa Clara Cleveland Tampa San Antonio Glendale Harrison Houston FriscoCONCACAF Gold Cup 2017 (Stati Uniti d'America) | Arlington Pasadena Denver San Diego Filadelfia Nashville Santa Clara Cleveland Tampa San Antonio Glendale Harrison Houston FriscoCONCACAF Gold Cup 2017 (Stati Uniti d'America) | Arlington Pasadena Denver San Diego Filadelfia Nashville Santa Clara Cleveland Tampa San Antonio Glendale Harrison Houston FriscoCONCACAF Gold Cup 2017 (Stati Uniti d'America) |                         |
| Cleveland            | Arlington Pasadena Denver San Diego Filadelfia Nashville Santa Clara Cleveland Tampa San Antonio Glendale Harrison Houston FriscoCONCACAF Gold Cup 2017 (Stati Uniti d'America) | Arlington Pasadena Denver San Diego Filadelfia Nashville Santa Clara Cleveland Tampa San Antonio Glendale Harrison Houston FriscoCONCACAF Gold Cup 2017 (Stati Uniti d'America) | Arlington Pasadena Denver San Diego Filadelfia Nashville Santa Clara Cleveland Tampa San Antonio Glendale Harrison Houston FriscoCONCACAF Gold Cup 2017 (Stati Uniti d'America) | Tampa                   |
| FirstEnergy Stadium  | Arlington Pasadena Denver San Diego Filadelfia Nashville Santa Clara Cleveland Tampa San Antonio Glendale Harrison Houston FriscoCONCACAF Gold Cup 2017 (Stati Uniti d'America) | Arlington Pasadena Denver San Diego Filadelfia Nashville Santa Clara Cleveland Tampa San Antonio Glendale Harrison Houston FriscoCONCACAF Gold Cup 2017 (Stati Uniti d'America) | Arlington Pasadena Denver San Diego Filadelfia Nashville Santa Clara Cleveland Tampa San Antonio Glendale Harrison Houston FriscoCONCACAF Gold Cup 2017 (Stati Uniti d'America) | Raymond James Stadium   |
| Capienza: 67,431     | Arlington Pasadena Denver San Diego Filadelfia Nashville Santa Clara Cleveland Tampa San Antonio Glendale Harrison Houston FriscoCONCACAF Gold Cup 2017 (Stati Uniti d'America) | Arlington Pasadena Denver San Diego Filadelfia Nashville Santa Clara Cleveland Tampa San Antonio Glendale Harrison Houston FriscoCONCACAF Gold Cup 2017 (Stati Uniti d'America) | Arlington Pasadena Denver San Diego Filadelfia Nashville Santa Clara Cleveland Tampa San Antonio Glendale Harrison Houston FriscoCONCACAF Gold Cup 2017 (Stati Uniti d'America) | Capienza: 65,890        |
| Gironi               | Arlington Pasadena Denver San Diego Filadelfia Nashville Santa Clara Cleveland Tampa San Antonio Glendale Harrison Houston FriscoCONCACAF Gold Cup 2017 (Stati Uniti d'America) | Arlington Pasadena Denver San Diego Filadelfia Nashville Santa Clara Cleveland Tampa San Antonio Glendale Harrison Houston FriscoCONCACAF Gold Cup 2017 (Stati Uniti d'America) | Arlington Pasadena Denver San Diego Filadelfia Nashville Santa Clara Cleveland Tampa San Antonio Glendale Harrison Houston FriscoCONCACAF Gold Cup 2017 (Stati Uniti d'America) | Gironi                  |
|                      | Arlington Pasadena Denver San Diego Filadelfia Nashville Santa Clara Cleveland Tampa San Antonio Glendale Harrison Houston FriscoCONCACAF Gold Cup 2017 (Stati Uniti d'America) | Arlington Pasadena Denver San Diego Filadelfia Nashville Santa Clara Cleveland Tampa San Antonio Glendale Harrison Houston FriscoCONCACAF Gold Cup 2017 (Stati Uniti d'America) | Arlington Pasadena Denver San Diego Filadelfia Nashville Santa Clara Cleveland Tampa San Antonio Glendale Harrison Houston FriscoCONCACAF Gold Cup 2017 (Stati Uniti d'America) |                         |
| San Antonio          | Glendale | Harrison | Houston | Frisco                  |
| Alamodome            | University of Phoenix Stadium | Red Bull Arena | BBVA Compass Stadium | Toyota Stadium          |
| Capienza: 65,000     | Capienza: 63,400 | Capienza: 25,000 | Capienza: 22,000 | Capienza: 16,000        |
| Gironi               | Eliminazione diretta | Gironi | Gironi | Gironi                  |
|                      | | | |                         |

## Copertura televisiva
La CONCACAF ha stretto accordi con le seguenti piattaforme radio-televisive per la trasmissione degli incontri della competizione nel mondo:

## Squadre partecipanti
Al torneo hanno partecipato 12 squadre, di cui 3 provenienti dalla zona del Nord America, 4 dalla zona del Centro America e 4 dai Caraibi. Per la seconda volta, dopo l'edizione del 2015, le quinte classificate del Centro America e dei Caraibi si sono sfidate per un solo posto valido per partecipare alla CONCACAF Gold Cup.
| Pr. | Squadra         | Data di qualificazione certa | Partecipante in quanto                                                                      | Ultima presenza      | Numero presenze |
| --- | --------------- | ---------------------------- | ------------------------------------------------------------------------------------------- | -------------------- | --------------- |
| 1   | Stati Uniti     | Automatica                   | Nazione ospitante                                                                           | Stati Uniti 2015     | 14              |
| 2   | Messico         | Automatica                   | Detentore Coppa America CONCACAF 2015, zona NAFU                                            | Stati Uniti 2015     | 14              |
| 3   | Canada          | Automatica                   | Zona NAFU                                                                                   | Stati Uniti 2015     | 13              |
| 4   | Honduras        | 22 gennaio 2017              | Vincitore Coppa centroamericana 2017                                                        | Stati Uniti 2015     | 13              |
| 5   | Panama          | 22 gennaio 2017              | Secondo posto Coppa centroamericana 2017                                                    | Stati Uniti 2015     | 8               |
| 6   | El Salvador     | 22 gennaio 2017              | Terzo posto Coppa centroamericana 2017                                                      | Stati Uniti 2015     | 10              |
| 7   | Costa Rica      | 22 gennaio 2017              | Quarto posto Coppa centroamericana 2017                                                     | Stati Uniti 2015     | 13              |
| 8   | Giamaica        | 13 novembre 2016             | Vincitori Qualificazioni alla Coppa dei Caraibi 2017                                        | Stati Uniti 2015     | 10              |
| 9   | Guyana francese | 9 novembre 2016              | Vincitori Qualificazioni alla Coppa dei Caraibi 2017                                        | Prima partecipazione | 1               |
| 10  | Curaçao         | 11 ottobre 2016              | Vincitori Qualificazioni alla Coppa dei Caraibi 2017                                        | Prima partecipazione | 1               |
| 11  | Martinica       | 11 ottobre 2016              | Vincitori Qualificazioni alla Coppa dei Caraibi 2017                                        | Stati Uniti 2013     | 5               |
| 12  | Nicaragua       | 28 marzo 2017                | Vincitore spareggio contro 5ª classificata della Qualificazioni alla Coppa dei Caraibi 2017 | Stati Uniti 2009     | 2               |

## Sorteggio dei gruppi
Il 19 dicembre 2016 la CONCACAF ha annunciato che le tre teste di serie per la fase a gironi sarebbero state l'Honduras (per il gruppo A), gli Stati Uniti (per il gruppo B) e il Messico (per il gruppo C). Le altre nove squadre nazionali sono state ordinate secondo il ranking FIFA del 9 febbraio 2017 (scritto tra parentesi) che, però, non include la Guyana Francese e Martinica, che non sono iscritte all'associazione. Il 7 marzo seguente invece è stata comunicata la composizione dei gruppi.
| Teste di serie                              | Non teste di serie                       | Non teste di serie                           | Non teste di serie                                    |
| ------------------------------------------- | ---------------------------------------- | -------------------------------------------- | ----------------------------------------------------- |
| Messico (17) Stati Uniti (29) Honduras (65) | Costa Rica (19) Panama (53) Curaçao (73) | Giamaica (77) El Salvador (114) Canada (117) | Nicaragua (117) Guyana francese (N/A) Martinica (N/A) |

## Arbitri
Il 23 giugno 2017 è stata diramata la lista degli ufficiali di gara del torneo che comprende un totale di 17 arbitri e 25 assistenti.
Arbitri
- Joel Aguilar
- Henry Bejarano
- Drew Fischer
- Roberto García Orozco
- Mark Geiger
- Fernando Guerrero Ramírez

- Walter López Castellanos
- Jair Marrufo
- Yadel Martínez
- Melvin Matamoros
- Óscar Moncada
- Ricardo Montero

- Jhon Pitti
- César Ramos
- Héctor Rodríguez
- Armando Villarreal
- Kimbell Ward

Assistenti
- Frank Anderson
- Joseph Bertrand
- Graeme Browne
- Ronald Bruna
- Jose Luis Camargo
- Keytzel Corrales
- Melvyn Cruz
- Carlos Fernandez
- Geonvany Garcia

- Miguel Hernandez
- Hermenerito Leal
- Gerson Lopez
- Juan Carlos Mora
- Charles Morgante
- Alberto Morin
- Marcos Quintero
- Christian Ramirez

- Ainsley Rochard
- Corey Rockwell
- Jesus Tabora
- Marvin Torrentera
- William Torres
- Gabriel Victoria
- Daniel Williamson
- Juan Francisco Zumba

## Fase a gironi
Le dodici squadre sono state divise in 3 gruppi da 4 squadre ciascuno. Ogni squadra ha affrontato le altre 3 una volta. Sono stati assegnati 3 punti per la vittoria, 1 punto per il pareggio e 0 per la sconfitta. Le prime due squadre classificate in ciascun girone si sono qualificate ai quarti di finale, assieme alle due migliori terze.
La classifica è stata stilata secondo i seguenti criteri:
- maggior numero di punti conquistati;
- miglior differenza reti;
- maggior numero di reti realizzate;
- punti conquistati negli scontri diretti;
- differenza reti negli scontri diretti;
- reti realizzate negli scontri diretti;
- sorteggio.

Tutti gli orari di svolgimento delle partite fanno riferimento all'ora estiva della costa est, UTC-4.

### Gruppo A
| Pos. | Squadra         | Pt | G | V | N | P | GF | GS | DR |
| ---- | --------------- | -- | - | - | - | - | -- | -- | -- |
| 1.   | Costa Rica      | 7  | 3 | 2 | 1 | 0 | 5  | 1  | +4 |
| 2.   | Canada          | 5  | 3 | 1 | 2 | 0 | 5  | 3  | +2 |
| 3.   | Honduras        | 4  | 3 | 1 | 1 | 1 | 3  | 1  | +2 |
| 4.   | Guyana francese | 0  | 3 | 0 | 0 | 3 | 2  | 10 | -8 |

#### Risultati
| Arbitro: | Pitti |

|                        |           |                                           |
| Contout 69’ Privat 71’ | Marcatori | 28’ Jaković 45+2’ Arfield 60’, 85’ Davies |

| Arbitro: | López Castellanos |

|  |           |           |
|  | Marcatori | 39’ Ureña |

| Arbitro: | Geiger |

|           |           |            |
| Calvo 42’ | Marcatori | 26’ Davies |

| Houston 11 luglio 2017, ore 22:00 UTC-4 Incontro 8 | Honduras | 3 – 0 referto | Guyana francese | BBVA Compass Stadium\| Arbitro: \| Martínez \| |
| Arbitro:                                           | Martínez |               |                 |                                                |

| Arbitro: | Ramos |

|                                      |           |  |
| Rodríguez 4’ Wallace 79’ Ramírez 83’ | Marcatori |  |

| Frisco 14 luglio 2017, ore 22:00 UTC-4 Incontro 14 | Canada  | 0 – 0 referto | Honduras | Toyota Stadium\| Arbitro: \| Aguilar \| |
| Arbitro:                                           | Aguilar |               |          |                                         |

### Gruppo B
| Pos. | Squadra     | Pt | G | V | N | P | GF | GS | DR |
| ---- | ----------- | -- | - | - | - | - | -- | -- | -- |
| 1.   | Stati Uniti | 7  | 3 | 2 | 1 | 0 | 7  | 3  | +4 |
| 2.   | Panama      | 7  | 3 | 2 | 1 | 0 | 6  | 2  | +4 |
| 3.   | Martinica   | 3  | 3 | 1 | 0 | 2 | 4  | 6  | -2 |
| 4.   | Nicaragua   | 0  | 3 | 0 | 0 | 3 | 1  | 7  | -6 |

#### Risultati
| Arbitro: | Guerro Ramírez |

|           |           |             |
| Dwyer 50’ | Marcatori | 60’ Camargo |

| Arbitro: | Ward |

|                          |           |  |
| Parsemain 35’ Langil 66’ | Marcatori |  |

| Arbitro: | Fischer |

|                     |           |               |
| Diaz 50’ Torres 57’ | Marcatori | 48’ Chavarria |

| Arbitro: | Bejarano |

|                              |           |                    |
| Gonzalez 54’ Morris 64’, 76’ | Marcatori | 66’, 74’ Parsemain |

| Arbitro: | Orozco |

|                                   |           |  |
| Murillo 44’ Arroyo 60’ Torres 67’ | Marcatori |  |

| Arbitro: | Matamoros |

|  |           |                                |
|  | Marcatori | 36’ Corona 56’ Rowe 88’ Miazga |

### Gruppo C
| Pos. | Squadra     | Pt | G | V | N | P | GF | GS | DR |
| ---- | ----------- | -- | - | - | - | - | -- | -- | -- |
| 1.   | Messico     | 7  | 3 | 2 | 1 | 0 | 5  | 1  | +4 |
| 2.   | Giamaica    | 5  | 3 | 1 | 2 | 0 | 3  | 1  | +2 |
| 3.   | El Salvador | 4  | 3 | 1 | 1 | 1 | 4  | 4  | 0  |
| 4.   | Curaçao     | 0  | 3 | 0 | 0 | 3 | 0  | 6  | -6 |

#### Risultati
| Arbitro: | Villarreal |

|  |           |                           |
|  | Marcatori | 58’ Williams 73’ Mattocks |

| Arbitro: | Moncada |

|                                   |           |            |
| Marín 8’ Hernández 28’ Pineda 55’ | Marcatori | 9’ Bonilla |

| Arbitro: | Rodríguez |

|                      |           |  |
| Mayen 21’ Zelaya 24’ | Marcatori |  |

| Denver 13 luglio 2017, ore 22:00 UTC-4 Incontro 12 | Messico | 0 – 0 referto | Giamaica | Sport Authority Field\| Arbitro: \| Montero \| |
| Arbitro:                                           | Montero |               |          |                                                |

| Arbitro: | Marrufo |

|                     |           |             |
| Mattocks 64’ (rig.) | Marcatori | 15’ Bonilla |

| Arbitro: | Ward |

|  |           |                             |
|  | Marcatori | 22’ Sepúlveda 90+1’ Álvarez |

### Raffronto tra le terze classificate
| Gr. | Squadra     | Pt | G | V | N | P | GF | GS | DR |
| --- | ----------- | -- | - | - | - | - | -- | -- | -- |
| A   | Honduras    | 4  | 3 | 1 | 1 | 1 | 3  | 1  | +2 |
| C   | El Salvador | 4  | 3 | 1 | 1 | 1 | 4  | 4  | 0  |
| B   | Martinica   | 3  | 3 | 1 | 0 | 2 | 4  | 6  | -2 |

## Fase a eliminazione diretta

### Tabellone
|  | Quarti di finale | Quarti di finale | Quarti di finale |             |             | Semifinali  | Semifinali | Semifinali |  |  | Finale | Finale | Finale |  |
|  |                  |                  |                  |             |             |             |            |            |  |  |        |        |        |  |
|  | Costa Rica       | Costa Rica       | 1                |             |             |             |            |            |  |  |        |        |        |  |
|  | Costa Rica       | Costa Rica       | 1                |             |             |             |            |            |  |  |        |        |        |  |
|  | Panama           | Panama           | 0                |             |             |             |            |            |  |  |        |        |        |  |
|  | Panama           | Panama           | 0                |             | Costa Rica  | Costa Rica  | 0          |            |  |  |        |        |        |  |
|  |                  |                  |                  |             | Costa Rica  | Costa Rica  | 0          |            |  |  |        |        |        |  |
|  |                  |                  | Stati Uniti      | Stati Uniti | 2           |             |            |            |  |  |        |        |        |  |
|  | Stati Uniti      | Stati Uniti      | Stati Uniti      | Stati Uniti | 2           | 2           |            |            |  |  |        |        |        |  |
|  | Stati Uniti      | Stati Uniti      |                  |             |             |             |            |            |  |  |        |        |        |  |
|  | El Salvador      | El Salvador      | 0                |             |             |             |            |            |  |  |        |        |        |  |
|  | El Salvador      | El Salvador      | 0                |             | Stati Uniti | Stati Uniti | 2          |            |  |  |        |        |        |  |
|  |                  |                  |                  |             |             |             |            |            |  |  |        |        |        |  |
|  |                  |                  | Giamaica         | Giamaica    | 1           |             |            |            |  |  |        |        |        |  |
|  | Giamaica         | Giamaica         | Giamaica         | Giamaica    | 1           | 2           |            |            |  |  |        |        |        |  |
|  | Giamaica         | Giamaica         |                  |             |             |             |            |            |  |  |        |        |        |  |
|  | Canada           | Canada           | 1                |             |             |             |            |            |  |  |        |        |        |  |
|  | Canada           | Canada           | 1                |             | Messico     | Messico     | 0          |            |  |  |        |        |        |  |
|  |                  |                  |                  |             | Messico     | Messico     | 0          |            |  |  |        |        |        |  |
|  |                  |                  | Giamaica         | Giamaica    | 1           |             |            |            |  |  |        |        |        |  |
|  | Messico          | Messico          | Giamaica         | Giamaica    | 1           | 1           |            |            |  |  |        |        |        |  |
|  | Messico          | Messico          |                  |             |             |             |            |            |  |  |        |        |        |  |
|  | Honduras         | Honduras         | 0                |             |             |             |            |            |  |  |        |        |        |  |

### Quarti di finale
| Arbitro: | Moncada |

|                  |           |  |
| Godoy 77’ (aut.) | Marcatori |  |

| Arbitro: | Fischer |

|                           |           |  |
| Gonzalez 41’ Lichaj 45+2’ | Marcatori |  |

| Arbitro: | Montero |

|                         |           |             |
| Francis 6’ Williams 50’ | Marcatori | 61’ Hoilett |

| Arbitro: | López Castellanos |

|            |           |  |
| Pizarro 4’ | Marcatori |  |

### Semifinali
| Arbitro: | Aguilar |

|  |           |                          |
|  | Marcatori | 72’ Altidore 82’ Dempsey |

| Arbitro: | Pitti |

|  |           |              |
|  | Marcatori | 88’ Lawrence |

### Finale
| Arbitro: | López Castellanos |

|                         |           |            |
| Altidore 45’ Morris 88’ | Marcatori | 50’ Watson |

## Statistiche

### Classifica marcatori
3 reti
- Alphonso Davies

- Kévin Parsemain

- Jordan Morris

2 reti
- Nelson Bonilla
- Darren Mattocks

- Romario Williams
- Gabriel Torres

- Omar Gonzalez
- Jozy Altidore

1 rete
- Scott Arfield
- Dejan Jaković
- David Hoilett
- Marco Ureña
- Francisco Calvo
- Ariel Rodríguez
- David Ramírez
- Rodney Wallace
- Gerson Mayen
- Rodolfo Zelaya
- Shaun Francis

- Kemar Lawrence
- Je-Vaughn Watson
- Sloan Privat
- Roy Contout
- Hedgardo Marín
- Elías Hernández
- Orbelín Pineda
- Ángel Sepúlveda
- Edson Álvarez
- Rodolfo Pizarro
- Steeven Langil

- Carlos Chavarría
- Miguel Camargo
- Abdiel Arroyo
- Michael Murillo
- Ismael Díaz
- Dominic Dwyer
- Joe Corona
- Kelyn Rowe
- Matt Miazga
- Eric Lichaj
- Clint Dempsey

Autoreti
- Aníbal Godoy (1 pro  Costa Rica)

### Record
- Gol più veloce:  Ariel Francisco Rodríguez (Costa Rica-Guyana francese, fase a gironi, 11 luglio) e  Rodolfo Pizarro (Messico-Honduras, quarti di finale, 20 luglio) (4º minuto)
- Gol più lento:  Edson Álvarez (Curaçao-Messico, fase a gironi, 16 luglio, 90+1º minuto)
- Primo gol:  Dejan Jaković (Guyana francese-Canada, partita inaugurale, fase a gironi, 7 luglio, 28º minuto)
- Ultimo gol:  Jordan Morris (Stati Uniti-Giamaica, finale, 26 luglio, 88º minuto)
- Miglior attacco:  Stati Uniti (13 reti segnate)
- Peggior attacco:  Curaçao (0 reti segnate)
- Miglior difesa:  Honduras e  Messico (2 reti subite)
- Peggior difesa:  Guyana francese (10 reti subite)
- Miglior differenza reti:  Costa Rica,  Messico,  Panama e  Stati Uniti (+4)
- Partita con il maggior numero di gol:  Guyana francese- Canada 2-4 (partita inaugurale, fase a gironi, 7 luglio, 6 gol)
- Partita con il maggior scarto di gol:  Costa Rica- Guyana francese 3-0 (fase a gironi, 14 luglio) e  Panama- Martinica 3-0 (fase a gironi, 15 luglio) (3 gol di scarto)

## Riconoscimenti
Al termine della competizione sono stati assegnati i seguenti riconoscimenti individuali e di squadra:
- Miglior giocatore:  Michael Bradley[9]
- Scarpa d'oro:  Alphonso Davies
- Miglior portiere:  Andre Blake[10]
- Miglior giovane:  Alphonso Davies[11]
- Premio Fair Play:  Stati Uniti
- Squadra del torneo:

| Portieri    | Difensori                                                | Centrocampisti                                                | Attaccanti                  |
| ----------- | -------------------------------------------------------- | ------------------------------------------------------------- | --------------------------- |
| Andre Blake | Graham Zusi Kemar Lawrence Jermaine Taylor Omar Gonzalez | Michael Bradley Jesús Dueñas Darlington Nagbe Alphonso Davies | Jordan Morris Jozy Altidore |

## Montepremi
L'ammontare complessivo dei premi messi a disposizione dalla CONCACAF è stato di 2,80 milioni di dollari americani.
| Posizione | Squadra         | Premio in denaro |
| --------- | --------------- | ---------------- |
| 1         | Stati Uniti     | $ 1 000 000      |
| 2         | Giamaica        | $ 500 000        |
| 3         | Messico         | $ 200 000        |
| 4         | Costa Rica      | $ 200 000        |
| 5         | Honduras        | $ 125 000        |
| 6         | Canada          | $ 125 000        |
| 7         | El Salvador     | $ 125 000        |
| 8         | Panama          | $ 125 000        |
| 9         | Martinica       | $ 100 000        |
| 10        | Nicaragua       | $ 100 000        |
| 11        | Curaçao         | $ 100 000        |
| 12        | Guyana francese | $ 100 000        |